# Безенгийское общество
Безенгийское общество — квазигосударственное образование балкарцев, затем — административная единица Российской империи и РСФСР. 
Занимало левобережье и правобережье верховий Черека Хуламо-Безенгийского и правобержье реки Нальчик. На 1914 год состояло из 3 поселков: Тёбенэль (Безенги), Шики и Хасания.
Правящими династиями Безенгийского общества были Суюнчевы.
Безенгийское общество в 1921 году вошло в Балкарский округ. В 1939 году был образован Хуламо-Безенгиевский район, просуществовавший до 1944 года.